# الحاجز (فلم 1990)
الحاجز (بالإنجليزية: The Barrier) هو فيلم درامي بحريني تم إنتاجه في البحرين وصدر في سنة 1990 من إخراج وإنتاج بسام الذوادي، وبطولة إبراهيم بحر، وراشد الحسن، ومريم زيمان. وكتب السيناريو أمين صالح. يعدّ الفيلم أول فيلم روائي طويل يتم إنتاجه في البحرين.

## الميزانية والإيرادات
بلغت تكلفة إنتاج الفيلم حوالي 150,000 دولار (مُقدّرة).

## روابط خارجية
- مقالات تستعمل روابط فنية بلا صلة مع ويكي بيانات